# Jocoseria
Jocoseria – tom wierszy angielskiego poety Roberta Browninga, opublikowany w 1883. Zawiera utwory Wanting is—what?, Donald, Solomon and Balkis, Cristina and Monaldeschi, Mary Wollstonecraft and Fuseli, Adam, Lilith, and Eve, Ixion, Jochanan Hakkadosh, Never the Time and the Place i Pambo. Wiersz Ixion jest napisany dystychem elegijnym. Pisząc o bohaterze z mitologii greckiej, Browning użył starogreckiej formy. To jedyne regularne użycie tego rodzaju wiersza w jego poezji. 

High in the dome, suspended, of Hell, sad triumph, behold us!
Here the revenge of a God, there the amends of a Man.
Whirling forever in torment, flesh once mortal, immortal
Made — for a purpose of hate — able to die and revive,
Pays to the uttermost pang, then, newly for payment replenished,
Doles out — old yet young — agonies ever afresh;
Whence the result above me: torment is bridged by a rainbow, —
Tears, sweat, blood, — each spasm, ghastly once, glorified now.

Wiersz Nigdy nie jest tak przełożył Juliusz Żuławski.